# Paraholsingerius smaragdinus
Paraholsingerius smaragdinus is een vlokreeftensoort uit de familie van de Hadziidae. De wetenschappelijke naam van de soort is voor het eerst geldig gepubliceerd in 1992 door Holsinger.